# Vincetoxicum corymbosum
Vincetoxicum corymbosum är en oleanderväxtart som först beskrevs av Robert Wight, och fick sitt nu gällande namn av George Bentham och Hook. f.. Vincetoxicum corymbosum ingår i släktet tulkörter, och familjen oleanderväxter. Inga underarter finns listade i Catalogue of Life.